# FK Mikulovice
FK Mikulovice je český fotbalový klub z Mikulovic v okrese Jeseník (do roku 1996 v okrese Šumperk), který byl založen roku 1947. Od sezony 2018/19 hraje Okresní přebor Jesenicka (8. nejvyšší soutěž).
Jako první tým z Jesenicka se dokázal v sezoně 2003/04 probojovat z krajských soutěží do 4. nejvyšší soutěže, Divize E. Největšího úspěchu klub dosáhl v sezoně 2012/13, když vyhrál Moravsko-Slezskou Divizi E a postoupil do třetí nejvyšší soutěže, Moravsko-Slezské fotbalové ligy 2013/14. Ač se v sezoně 2013/14 umístil v MSFL mimo sestupové pozice, z finančních důvodů se odhlásil z dalšího ročníku. Od sezony 2015/16 působil v Okresním přeboru Jesenicka. V sezoně 2016/17 se umístil na 4. místě, které klubu zajistilo postup do I. B třídy Olomouckého kraje – sk. C.
Své domácí zápasy odehrává na Stadionu Ivana Dosta.

## Vývoj názvu
Zdroj: 
- 1947 – SK Slezan Mikulovice (Sportovní klub Slezan Mikulovice)
- 1951 – TJ Spartak Mikulovice (Tělovýchovná jednota Spartak Mikulovice)
- 1999 – FC Trul Mikulovice (Football Club Trul Mikulovice)
- 2007 – FK Mikulovice (Fotbalový klub Mikulovice)

## Umístění v jednotlivých sezonách
Stručný přehled
- 1992–1993: Okresní přebor Šumperska
- 1993–1997: I. B třída Hanácké župy – sk. C
- 1997–2001: bez soutěže
- 2001–2002: I. B třída Hanácké župy – sk. C
- 2002–2003: I. A třída Olomouckého kraje – sk. A
- 2003–2004: Přebor Olomouckého kraje
- 2004–2005: Divize E
- 2005–2009: Přebor Olomouckého kraje
- 2009–2013: Divize E
- 2013–2014: MSFL
- 2014–2017: Okresní přebor Jesenicka
- 2017–2018: I. B třída Hanácké župy – sk. C
- 2018–2020: Okresní přebor Jesenicka
- 2020–2024: I. B třída Hanácké župy – sk. C

Jednotlivé ročníky
Legenda: Z - zápasy, V - výhry, R - remízy, P - porážky, VG - vstřelené góly, OG - obdržené góly, +/- - rozdíl skóre, B - body, červené podbarvení - sestup, zelené podbarvení - postup, fialové podbarvení - reorganizace, změna skupiny či soutěže
| Československo (1992 – 1993) |                                      |        |    |    |       |    |     |    |     |    |        |
| Sezóny                       | Liga                                 | Úroveň | Z  | V  | R     | P  | VG  | OG | +/− | B  | Pozice |
| 1992/93                      | Okresní přebor Šumperska             | 8      | 26 | 15 | 7     | 4  | 59  | 27 | +32 | 37 | 2.     |
| Česko (1993 – )              |                                      |        |    |    |       |    |     |    |     |    |        |
| Sezóny                       | Liga                                 | Úroveň | Z  | V  | R     | P  | VG  | OG | +/− | B  | Pozice |
| 1993/94                      | I. B třída Hanácké župy – sk. C      | 7      | 26 | 17 | 3     | 6  | 60  | 40 | +20 | 37 | 3.     |
| 1994/95                      | I. B třída Hanácké župy – sk. C      | 7      | 26 | 13 | 5     | 8  | 39  | 33 | +6  | 44 | 3.     |
| 1995/96                      | I. B třída Hanácké župy – sk. C      | 7      | 26 | 8  | 4     | 14 | 33  | 53 | −20 | 28 | 11.    |
| 1996/97                      | I. B třída Hanácké župy – sk. C      | 7      | 26 | 4  | 6     | 16 | 28  | 49 | −21 | 18 | 14.    |
| ...                          |                                      |        |    |    |       |    |     |    |     |    |        |
| 2001/02                      | I. B třída Hanácké župy – sk. C      | 7      | 25 | 19 | 4     | 2  | 75  | 27 | +48 | 61 | 1.     |
| 2002/03                      | I. A třída Olomouckého kraje – sk. A | 6      | 26 | 22 | 1     | 3  | 78  | 22 | +56 | 67 | 1.     |
| 2003/04                      | Přebor Olomouckého kraje             | 5      | 30 | 20 | 4     | 6  | 64  | 37 | +27 | 64 | 1.     |
| 2004/05                      | Divize E                             | 4      | 30 | 9  | 4     | 17 | 36  | 57 | −21 | 31 | 15.    |
| 2005/06                      | Přebor Olomouckého kraje             | 5      | 30 | 16 | 3     | 11 | 92  | 64 | +28 | 51 | 4.     |
| 2006/07                      | Přebor Olomouckého kraje             | 5      | 30 | 10 | 6     | 14 | 55  | 80 | −25 | 36 | 11.    |
| 2007/08                      | Přebor Olomouckého kraje             | 5      | 30 | 17 | 4     | 9  | 74  | 47 | +27 | 55 | 4.     |
| 2008/09                      | Přebor Olomouckého kraje             | 5      | 30 | 22 | 4     | 4  | 73  | 30 | +43 | 70 | 1.     |
| 2009/10                      | Divize E                             | 4      | 30 | 15 | 8     | 7  | 60  | 41 | +19 | 53 | 4.     |
| 2010/11                      | Divize E                             | 4      | 28 | 14 | 4     | 10 | 56  | 53 | +3  | 46 | 3.     |
| 2011/12                      | Divize E                             | 4      | 30 | 17 | 4     | 9  | 70  | 52 | +18 | 55 | 3.     |
| 2012/13                      | Divize E                             | 4      | 30 | 15 | 11    | 4  | 44  | 33 | +11 | 56 | 1.     |
| 2013/14                      | MSFL                                 | 3      | 30 | 9  | 7     | 14 | 33  | 53 | −20 | 34 | 11.    |
| 2014/15                      | Okresní přebor Jesenicka             | 8      | 26 | 8  | 3     | 15 | 42  | 65 | −23 | 27 | 10.    |
| 2015/16                      | Okresní přebor Jesenicka             | 8      | 26 | 7  | 5     | 14 | 47  | 75 | −28 | 26 | 11.    |
| 2016/17                      | Okresní přebor Jesenicka             | 8      | 24 | 15 | 3     | 6  | 53  | 38 | +15 | 51 | 4.     |
| 2017/18                      | I. B třída Olomouckého kraje – sk. C | 7      | 24 | 1  | 1 / 5 | 17 | 22  | 97 | −75 | 10 | 13.    |
| 2018/19                      | Okresní přebor Jesenicka             | 8      | 26 | 16 | 4     | 6  | 116 | 49 | +67 | 55 | 4.     |
| 2019/20                      | Okresní přebor Jesenicka             | 8      | 14 | 13 | 0     | 1  | 70  | 14 | +56 | 39 | 1.     |
| 2020/21                      | I. B třída Olomouckého kraje – sk. C | 7      | 10 | 5  | 3     | 2  | 25  | 11 | +14 | 20 | 4.     |
| 2021/22                      | I. B třída Olomouckého kraje – sk. C | 7      | 26 | 13 | 1     | 12 | 75  | 63 | +12 | 40 | 5.     |
| 2022/23                      | I. B třída Olomouckého kraje – sk. C | 7      | 26 | 23 | 3     | 0  | 110 | 32 | +78 | 72 | 1.     |
| 2023/24                      | I. B třída Olomouckého kraje – sk. C | 7      | 26 | 18 | 0     | 8  | 83  | 47 | +36 | 54 | 1.     |

Poznámky:
- 1992/93: Postoupilo taktéž vítězné mužstvo SK Loštice.[4]
- 2001/02: Chybí výsledek jednoho zápasu.
- 2013/14: Po sezoně se klub odhlásil z MSFL a podal přihlášku do Okresního přeboru Jesenicka.
- 2019/20: Sezona nedohrána kvůli pandemii covidu-19.
- 2020/21: Sezona nedohrána kvůli pandemii covidu-19.